# Running Out (canción de Andy Bell)
«Running Out» es el tercer sencillo solista publicado del artista inglés de música electrónica Andy Bell, lanzado en 2009.
«Running Out» es una canción compuesta por Andy Bell junto con el productor Pascal Gabriel.

## Descripción
«Running Out» fue el primer sencillo adelanto del álbum Non-Stop.

## Lista de temas

### CD
1. Running Out
2. Running Out (Fenech-Soler Remix)
3. Running Out (VEGA Italo Dub Mix)
4. Running Out (VEGA Italo Dub Mix Extended)

## Datos adicionales
Este sencillo no tiene lados B. Como estrategia de marketing, Mute Records editó este sencillo con el seudónimo Mimó y sin que figurara Andy Bell en ninguna parte. Cuando se editó el álbum Non-Stop, entonces sí se usó el nombre de Andy Bell y se renombró con su nombre este sencillo.